# Paragortonia leptoforma
Paragortonia leptoforma är en skalbaggsart som beskrevs av Chemsak och Noguera 2001. Paragortonia leptoforma ingår i släktet Paragortonia och familjen långhorningar. Inga underarter finns listade i Catalogue of Life.